# Xili, Shenzhen
Xili (kinesiska: 西丽) är ett stadsdelsdistrikt i staden Shenzhen i provinsen Guangdong i sydöstra Kina. Det ligger i stadsdistriktet Nanshan. Antalet invånare vid folkräkningen 2020 var 287 565.